# جون دولان (صحفي)
جون دولان (بالإنجليزية: Gary Brecher)‏ هو صحفي أمريكي، ولد في يوليو 1955.

## وصلات خارجية
- جون دولان على موقع ميوزك برينز (الإنجليزية)
- جون دولان على موقع ميوزك برينز (الإنجليزية)